# Covas (Pereiro de Aguiar)
Covas (llamada oficialmente San Cibrao de Covas) es una parroquia del municipio español de Pereiro de Aguiar, en la provincia de Orense, Galicia. 

## Toponimia
La parroquia también es conocida por el nombre de San Cipriano de Covas.

## Organización territorial
La parroquia está formada por siete entidades de población:
- Cebreiros
- El Castro (Castro de Covas)
- El Tombo (O Tombo)
- Ferradal
- Loñoá (Loñoá Grande)
- Loñoá do Camino
- Urbanización Tapada de Bouzas

## Demografía
| Gráfica de evolución demográfica de Covas entre 2000 y 2023 |
|                                                             |
| Datos según el nomenclátor publicado por el INE.            |